# Bosse Andersson (journalist)
Bo Valentin "Bosse" Andersson, född 27 mars 1955 i Östersund i Jämtlands län, är en svensk journalist.
Bosse Andersson var under många år verksam vid Expressen i Stockholm, där han bland annat var nyhetschef och chef för Expressen.se. Han var sedan chefredaktör och ansvarig utgivare för Östersunds-Posten 2006–2008, som då utsågs till Årets Dagstidning. Efter en tid som konsult var han 2010–2012 redaktionschef och ansvarig utgivare för SmT-gruppen med Smålands-Tidningen, Vetlanda-Posten och Tranås Tidning vilka ingår i Hallpressen. Åren 2013–2016 var han redaktionschef och ansvarig utgivare för Dala-Demokraten som ingår i Mittmedia, varefter han övergick till Mittmedias content marketing-verksamhet.
Han är sedan 1982 gift med Annika Alstad (född 1954), med vilken han har fyra barn.